# پادشاه اردن
پادشاه اردن (به عربی: ملك المملكة الأردنية الهاشمية)، رئیس کشور بالاترین مقام سیاسی در کشور اردن است. همچنین در کشور اردن پادشاه رئیس قوه اجرایی کشور و فرمانده کل نیروهای مسلح است.

از سال ۱۹۲۱ میلادی خاندان هاشمی بر اردن حکومت می‌کند. ملک عبدالله دوم پادشاه کنونی اردن است.

## وظایف
پادشاه، رئیس قوه مجریه است. قوه اجرایی در اختیار شخص پادشاه و کابینه است. لیکن پادشاه می‌تواند نخست‌وزیری و وزرای کابینه را عزل و نصب کند. اگر چه بنا بر قانون اساسی مزبور، قدرت میان
پادشاه و مجلس ملی (پارلمان) تقسیم شده لکن اقتدار شخص پادشاه بر قوه مقننه نیز از طریق
حق انتصاب سناتورها، انعقاد، تعلیق و انحلال مجلس نمایندگان، وتو لوایح مصوب پارلمان،
صدور فرامین شاهانه در صورت موافقت نخست‌وزیر و حداقل چهار نفر از اعضای کابینه،
تحکیم و تأکید شده است. وی فرمانده کل قوا و ریاست قوه قضائیه را نیز در اختیار دارد.

## پیشینه
در پایان جنگ جهانی اول پس از فروپاشی امپراتوری عثمانی، جامعه ملل کشور سوریه را تحت قیمومیت فرانسه و فلسطین را تحت قیمومیت انگلیس تشکیل داد. ۸۰ درصد از منطقه فلسطین تحت قیمومیت انگلیس در ناحیهٔ خاور رود اردن یا «فرا-اُردن» واقع شده بود. در سال ۱۹۲۱، بریتانیا کنترل نیمه‌خودگردان فرا-اردن را به خاندان هاشمی که در جنگ داخلی برای کنترل مکه و مدینه از خاندان سعود شکست خورده بودند واگذار کرد.
هاشمی‌ها تا پایان جنگ جهانی دوم بر فرااردن حکومت کردند. در سال ۱۹۴۶ بریتانیایی‌ها از سازمان ملل متحد خواستند تا به قیمومیت فلسطین در فلسطین فرااردن خاتمه دهد. با تصویب این درخواست توسط سازمان ملل، پارلمان عبدالله بن الحسین امیر فرا اردن و فرزند حکمران سابق حجاز عربستان را اولین حاکم «پادشاهی اردن هاشمی» اعلام کرد. اردن یکی از دو کشوری است که نامشان برگرفته از نام یک خاندان است؛ کشور دیگر عربستان است که وجه تسمیه آن خاندان سعود است.